# Кергеленская шилохвость
Кергеленская шилохвость (лат. Anas eatoni) — настоящая утка рода речные утки (Anas).

## Распространение
Этот вид ограничен островами Кергелен и Крозе в южной части Индийского океана.

## Описание
Он похож на маленькую самку шилохвости.
Латинское название виду дал английский исследователь и натуралист Альфред Эдмунд Эатон.

## Подвиды
Образует 2 подвида:
- Anas eatoni eatoni — острова Кергелен;
- Anas eatoni drygalskii — острова Крозе.

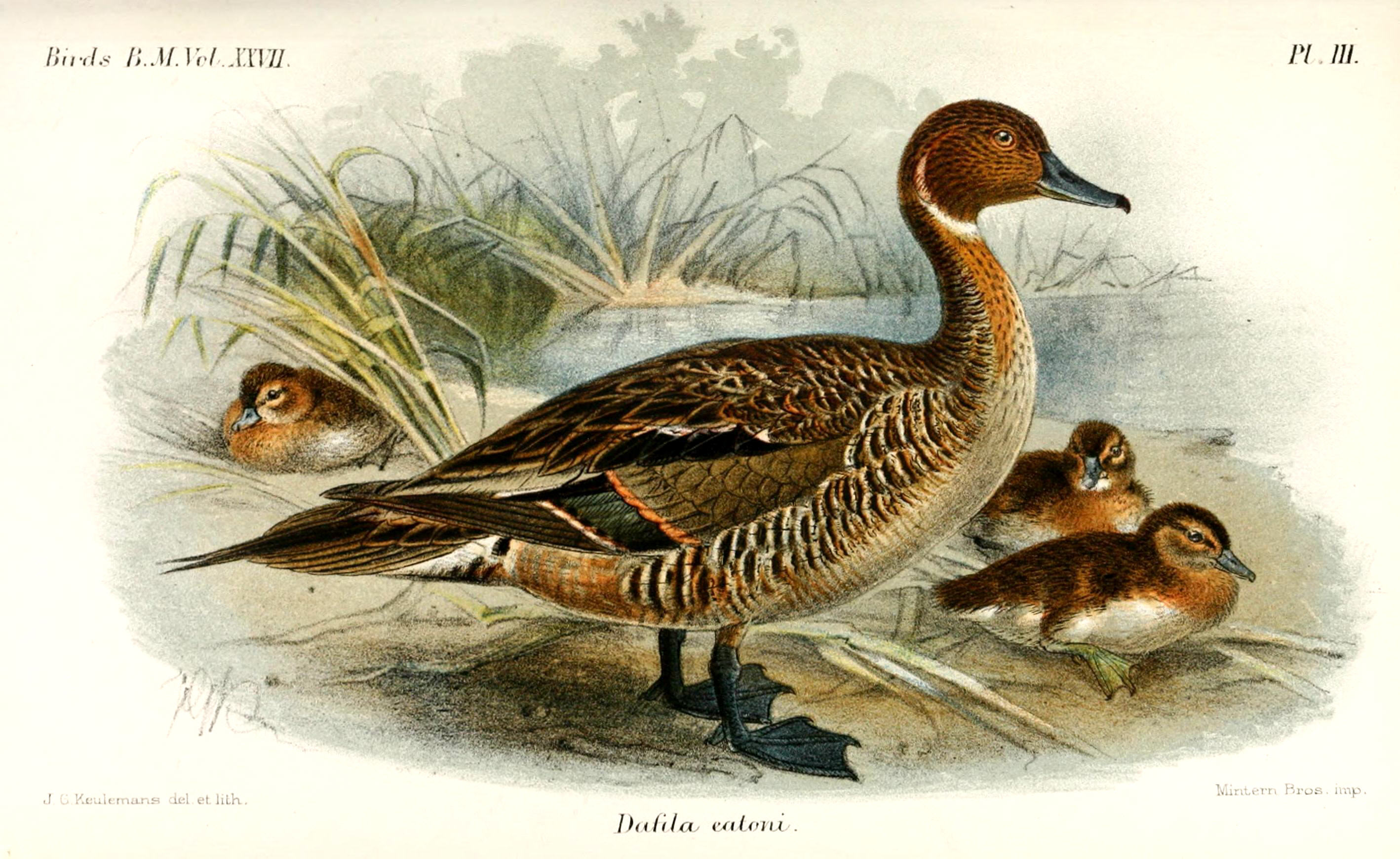
Кергеленская шилохвость с утятами

## Угрозы существованию
Существованию кергеленской шилохвости угрожают интродуцированные человеком одичавшие кошки.

## Глобальные ссылки
- BirdLife Species Factsheet Архивная копия от 26 сентября 2015 на Wayback Machine